# Zygosepalum
Zygosepalum – naziemny oraz epifityczny rodzaj roślin z rodziny storczykowatych (Orchidaceae). Pseudobulwy oddzielone częściowo od lekko zdrewniałego kłącza, 1-4 liści na wierzchołkach. Liście lancetowate do oblancetowato-podłużnych, lekko błyszczące na wierzchniej części. 1-7 bocznych kwiatostanów produkowanych z dorosłych oraz niedorozwiniętych pseudobulw. Kwiaty rozpostarte, płatki różowe lub bladoczerwone, ciemnofioletowe z kremowymi brzegami.
Rośliny z tego rodzaju są przeważnie epifityczne. Występują w ciepłym tropikalnym klimacie oraz w górskich wilgotnych lasach na wysokościach od 200 m do 2500 m. Występują głównie na zacienionych lub częściowo odsłoniętych stanowiskach. Zygosepalum labiosum oraz inne gatunki są wyłącznie ograniczone występowaniem do dolnych partii lasu, niedaleko wody i nad strumieniami. Rośliny z tego rodzaju mogą zakwitach przez większość roku, głównie od października do marca. 
Rodzaj ten głównie występuje w dorzeczu Amazonki oraz Orinoko. Najwięcej gatunków z tego rodzaju, aż 5, występuje w Wenezueli. Rośliny występują w północnej Brazylii, Gujanie, Gujanie Francuskiej, Surinamie, Wenezueli, Kolumbii, Ekwadorze, Peru.

## Systematyka
Rodzaj sklasyfikowany do podrodziny epidendronowych (Epidendroideae) z rodziny storczykowatych (Orchidaceae), rząd szparagowce (Asparagales) w obrębie roślin jednoliściennych.
Wykaz gatunków
- Zygosepalum angustilabium (C.Schweinf.) Garay
- Zygosepalum ballii (Rolfe) Garay
- Zygosepalum kegelii (Rchb.f.) Rchb.f.
- Zygosepalum labiosum (Rich.) C.Schweinf.
- Zygosepalum lindeniae (Rolfe) Garay & Dunst.
- Zygosepalum marginatum Garay
- Zygosepalum revolutum Garay & G.A.Romero
- Zygosepalum tatei (Ames & C.Schweinf.) Garay & Dunst.